# 丁维克
丁维克（1919年—1998年），又名祥林，男，陕西礼泉人，中华人民共和国政治人物，曾任中共湖南省委统战部部长，湖南省政协副主席，第五届全国政协委员。